# Evangelisch-Lutherische Kapelle Oberbärenburg

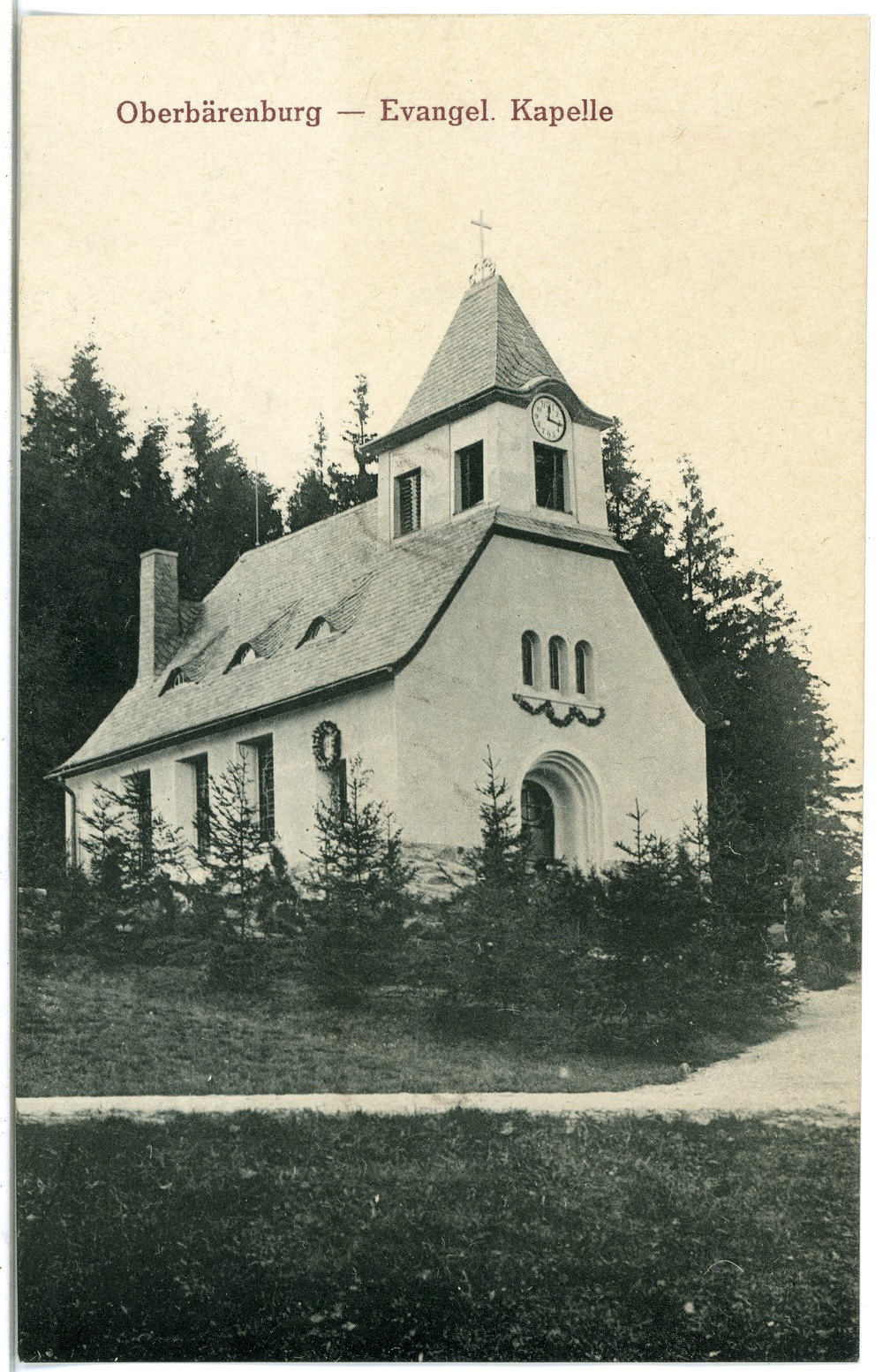
Evangelische Kapelle um 1915

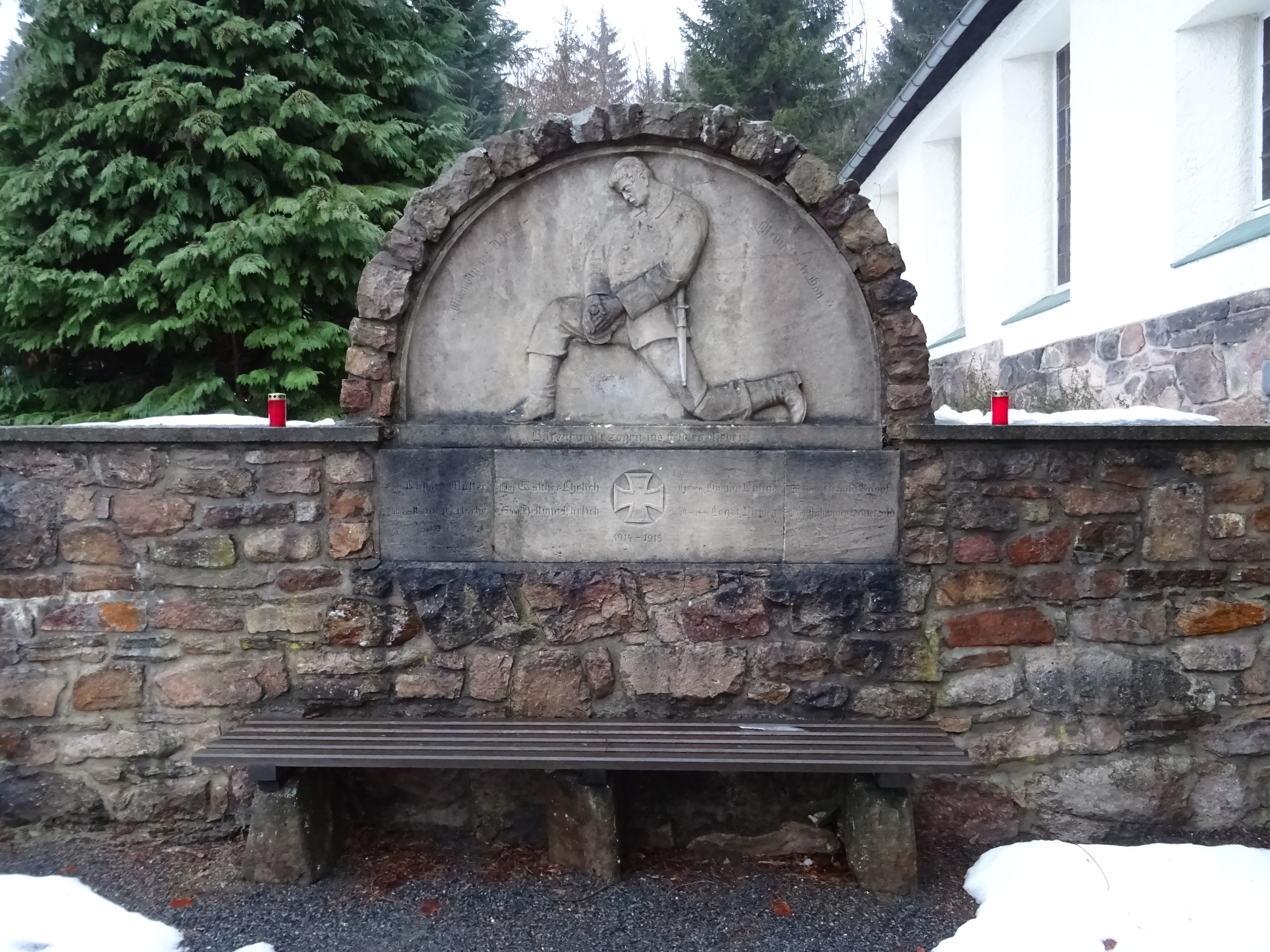
Mahn- und Denkmal der Opfer des I. Weltkrieges

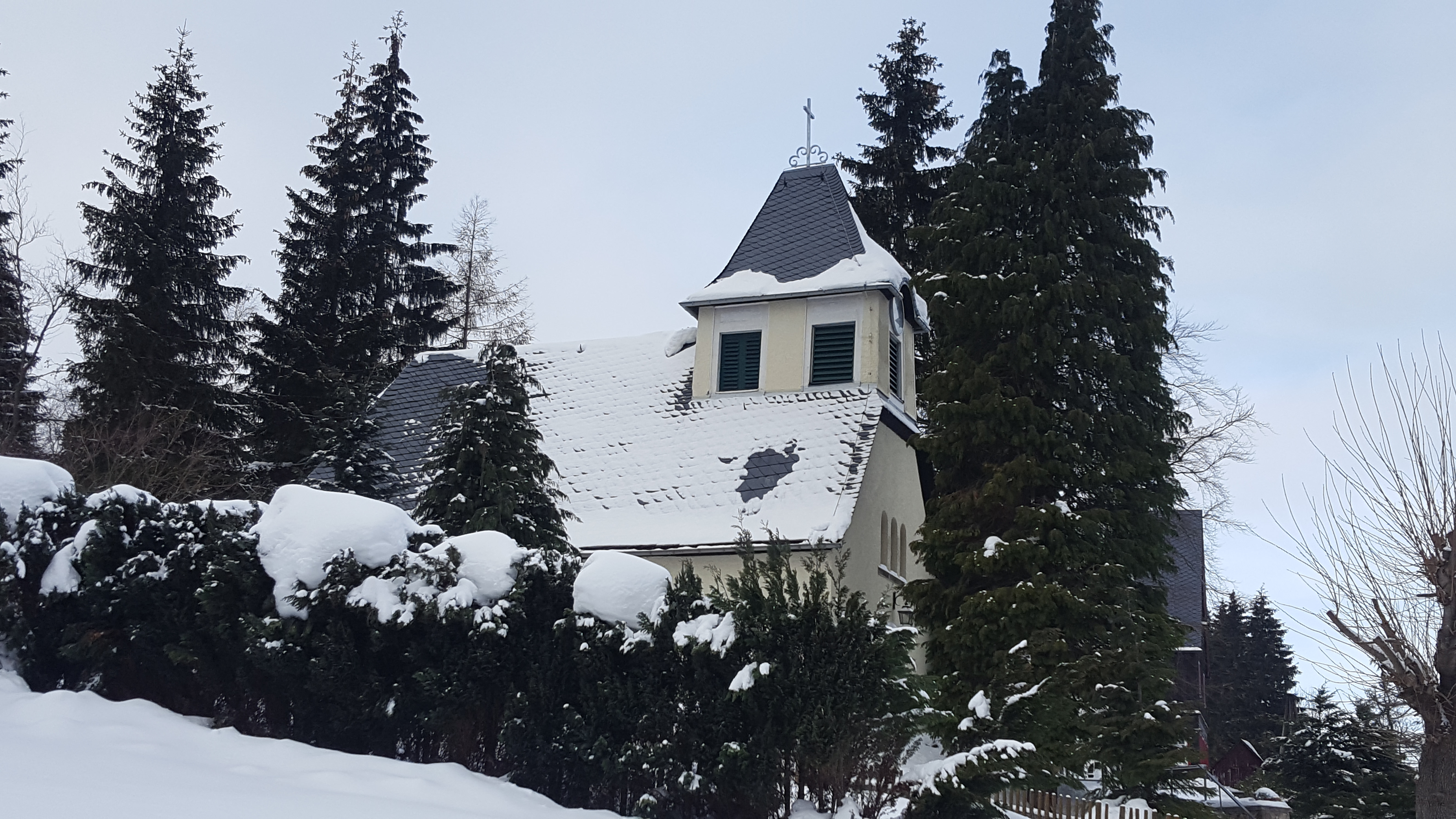
Evangelische Waldkapelle

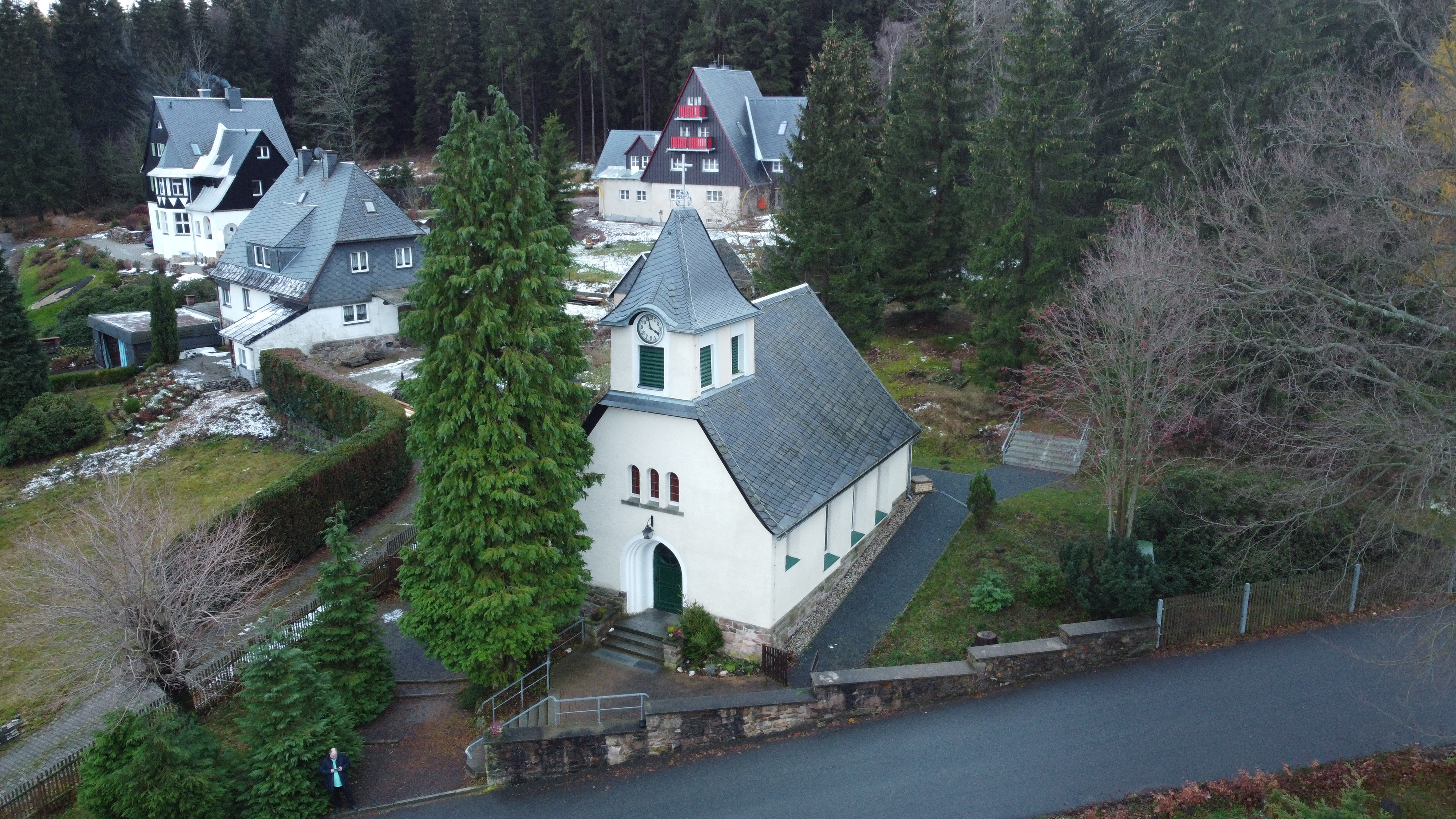
Evangelische Waldkapelle 2022

Die Evangelisch-Lutherische Kapelle Oberbärenburg befindet sich im Landkreis Sächsische Schweiz-Osterzgebirge nordwestlich von Altenberg. Sie gehört zur Kirchgemeinde Altenberg-Schellerhau und liegt nahe an der B 170.

## Geschichte
Im Zuge der Industrialisierung entwickelte sich Oberbärenburg zum Erholungsgebiet. Es entstanden um 1900 zahlreiche Pensionen und Kurheime für die überwiegend aus der Dresdner Region kommenden Erholungssuchenden. In dieser Zeit wurden im Nachbarort Kipsdorf Waldgottesdienste abgehalten. Davon inspiriert entstand der Wunsch nach einer Kapelle und es wurde ein Kapellenverein gegründet, durch ein Fräulein von Hagen, Herrn Vogel und als Schatzmeister Herrn Weltz. Durch Spenden und Sammlungen konnten 11.000 Reichsmark für den Bau der mit 20.000 Reichsmark geplanten Kosten für eine Kapelle gedeckt werden. Das Dresdner Architektenbüro Lossow & Kühne wurde mit der Herstellung des Vorhabens beauftragt.
Im Jahr 1913 fand im Frühjahr die Grundsteinlegung mit einer feierlichen Zeremonie statt. Am 4. Oktober 1913 wurde die Kapelle geweiht. König Friedrich August III. nebst dem Kronprinzen Georg von Sachsen gratulierten aus Dresden. Die Kapelle entwickelte sich zur Hochzeitskapelle, in der über 2000 Brautpaare heirateten.

## Kapelle
Dank des großen Zuspruchs konnte die Kapelle immer in einem guten Zustand gehalten werden. Auch war es möglich, eine Warmwasserheizung zu installieren. Das kleine Harmonium wurde im Jahr 1938 durch eine Orgel der Firma Hermann Eule aus Bautzen ersetzt. Im Jahr 1978 wurde eine neue Orgel durch den Orgelbaumeister Andreas Schuster aus Zittau eingebaut. Am Orgelprospekt lautet ein Spruch: „Gott schütze Dich vor Sturm und Brand und auch vor des Stümpers Hand.“
In den 1950er-Jahren wurde das Innere neu gestaltet und durch Rietzschel ein großes hölzernes Kreuz mit der Inschrift VIVIT („Er lebt“) aufgestellt. Mittig im Kapellensaal hängt ein großer hölzerner Leuchter aus der Schnitzerwerkstatt aus Seiffen. Die bunten Glasfenster wurden von Familien gestiftet und enthalten christliche Inschriften und Symbole. In den 60er Jahren fanden Kirchenkonzerte und Lichtbildervorträge statt.
Die Anzahl der Trauungen sank und es machte sich ein Verschleiß an der Kapelle bemerkbar. So erfolgte im Jahr 2000 eine Generalsanierung zur Erhaltung der Bausubstanz und Innenausstattung. Dazu gehörten Mauerwerksanierung, Erneuerung der elektrischen Anlagen, Einbau einer neuen Heizung, Maler- und Tischlerarbeiten, Dachklempner- und Dachdeckerleistungen. Fassadenerneuerung mit wetterfestem Schutzanstrich, Stimmen der Orgel und auch die Instandsetzung der Glockenläuteanlage. Die Wiedereinweihung wurde nach vier Monaten am 4. Juni 2000 begangen. Im kleinen Kapellenturm befindet sich eine kleinere Bronzeglocke mit den Inschriften: Ehre sei Gott in der Höhe! und Lobe den Herr, meine Seele!

## Geläut
Das Geläut besteht aus einer Bronzeglocke, hergestellt von der Glockengießerei Schilling aus Apolda.
Der Glockenstuhl besteht aus einer Holzkonstruktion und das Glockenjoch ebenfalls, im Jahr 2006 wurden diese erneuert. Die Glocke wurden 1913 gegossen.
Im Folgenden eine Datenübersicht:
| Nr. | Gussdatum | Gießer                    | Durchmesser | Masse  | Schlagton |
| --- | --------- | ------------------------- | ----------- | ------ | --------- |
| 1   | 1933      | Glockengießerei Schilling | 610 mm      | 161 kg | es″       |

## Waldfriedhof

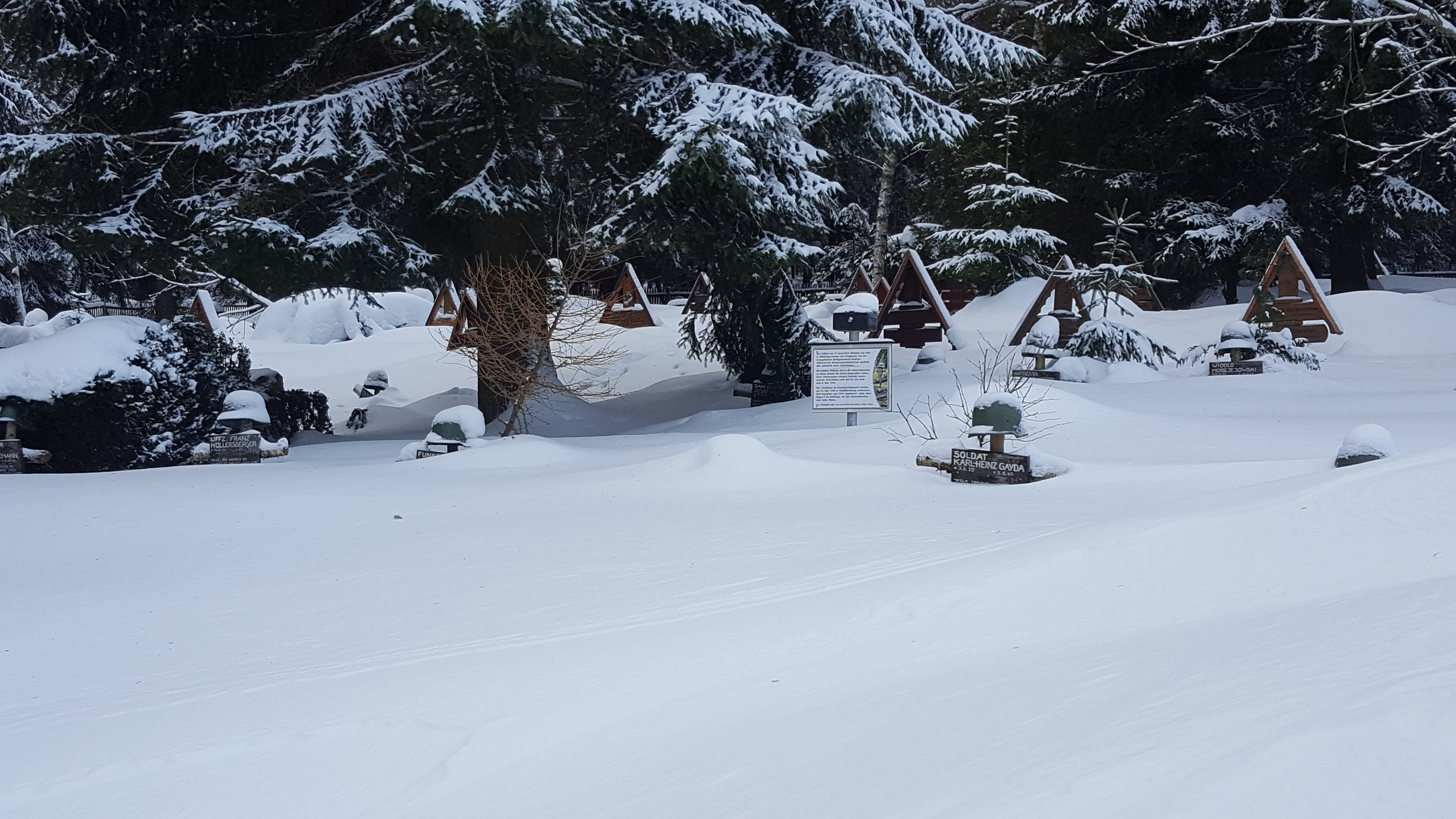
Waldfriedhof

Die Gemeinde Bärenburg hat zur evangelischen Kapelle das nahe Waldstück am Gebäude im Jahr 1926 geschenkt. Seither wird es als Waldfriedhof genutzt, auf dem Anwohner und auch Gäste zur letzten Ruhe gebettet wurden. Der langjährige Gemeindevorstand Karl Fritsche, verstorben am 4. September 1926, wurde als Erster hier beerdigt. Auch die dreizehn deutschen Soldaten, die nach dem Zweiten Weltkrieg in den Notlazaretten verstorben waren, fanden hier ihre letzte Ruhestätte. Gleich nebenan befinden sich sechs Grabstellen von KZ-Häftlingen, die dem Todesmarsch zum Opfer fielen.